# Charley Toorop
Charley Toorop   (Katwijk, 24 de març de 1891 - Bergen, 5 de novembre de 1955) fou una pintora i litògrafa neerlandesa. El seu nom complet era Annie Caroline Pontifex Fernhout-Toorop.

## Vida
Charley Toorop va néixer en Katwijk. Fou la filla de Jan Toorop i Annie Hall. Es va casar amb el filòsof Henk Fernhout el maig de 1912, però van divorciar el 1917. El seu fill Edgar Fernhout (1912–1974) també fou pintor. L'altre fill, John Fernhout (1913–1987), esdevenia un filmmaker, i sovint treballat juntament amb Joris Ivens. Com a filmmaker ell de vegades utilitzat el nom John Ferno. Charley filla dins la llei era el bé-fotògraf jueu conegut Eva Besnyö (1910–2003), qui va casar John dins 1933.
En la biografia en línia del poeta holandès Hendrik Marsman en la pàgina web del Dutch Literary Museum Charley Toorop és esmentat com una de les dones que van tenir una relació amb Marsman abans que es casara el 1929 amb la seua muller Rien Barendregt.

## Feina

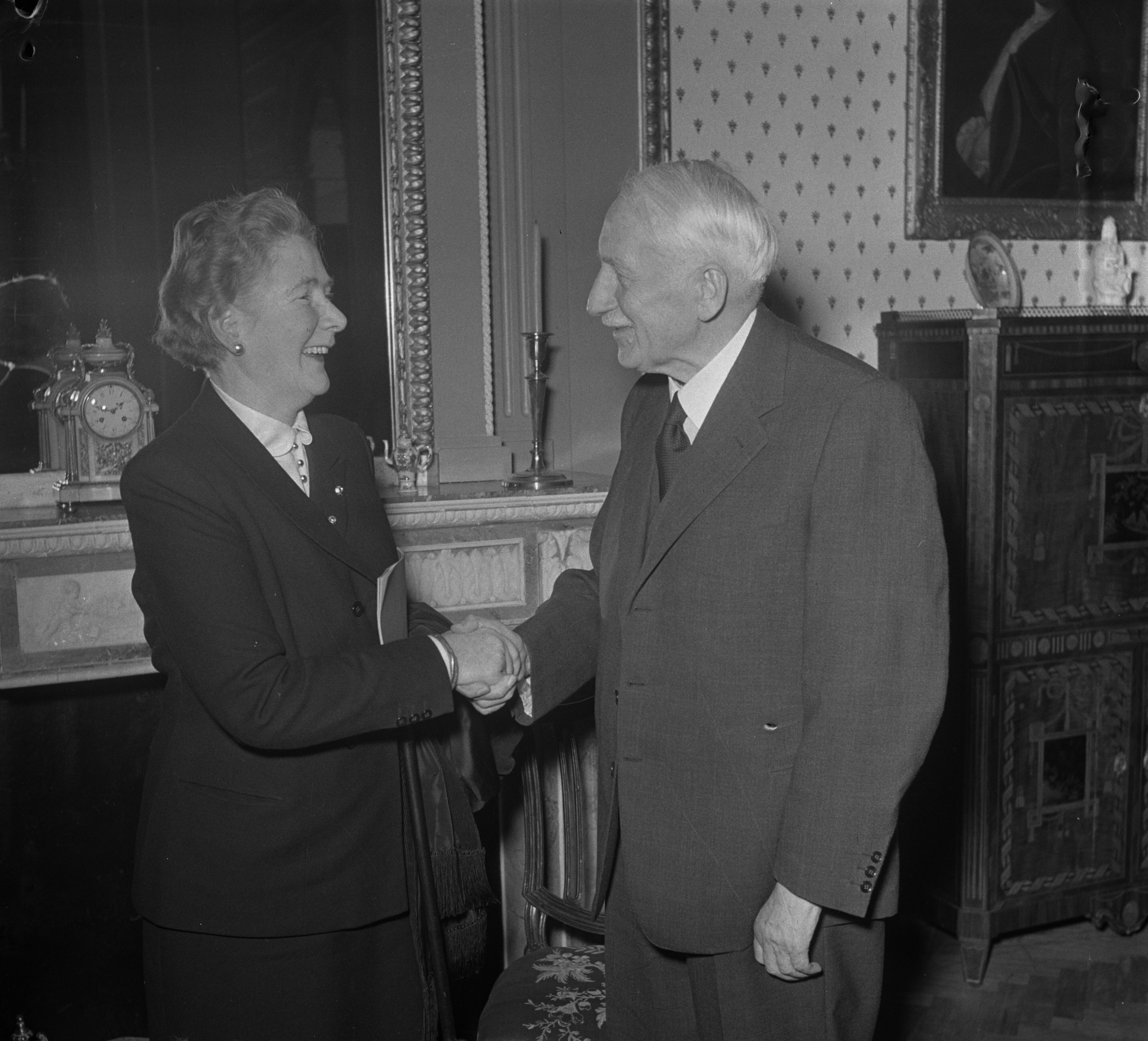
Charley Toorop i Maurits Uyldert el 1953

Charley Toorop va esdevindre un membre del grup d'artistes anomenat Het Signaal (El Senyal) el 1916. El grup tenia com a objectiu descriure en un sentit profund la realitat a través de l'ús de colors i línies fortament accentuades i a través de contrastos forts de colors. Aquesta és una de les raons per què Toorop és vist com a membre de la Bergense School.
Toorop es va fer amiga d'altres artistes, per exemple a Bart van der Leck i Piet Mondriaan. El 1926 Charley Toorop va anar per viure dos anys a Amsterdam, on la seua pintura va ser influenciada per les pel·lícules. Les figures representades frontalment es mantenen aïllades les unes de les altres, com si estiguessin il·luminades per llums en un decorat. Els seus natura morta estan emparentats amb el cubisme sintètic de Juan Gris. Des dels anys 1930 endavant, va pintar moltes figures femenines, algunes nues, així com autoretrats d'estil potent i realista. Ben coneguda és la seua gran pintura Tres Generacions (Drie generaties) (1941–1950); que es troba al Museu Boijmans Van Beuningen, Rotterdam), la qual és un autoretrat, un retrat del seu pare i del seu fill Edgar, en la que uneix realisme i un sentit de simbolisme.
El seu realisme cruel té un tacte màgic. "És la realitat d'aspecte natural," es va preguntar el 1917, "o podem notar en la seua forma només allò més irreal que apareix abans de nosaltres? Aquest irreal, és el més real."
Toorop va viure en molts llocs diferents, però des de 1932 va residir en Bergen, Holanda del nord, una ciutat en la que anteriorment va tenir la seua casa entre 1912-1915 i 1922-1926. Allà va dissenyar i va encarregar una casa anomenada "De Vlerken", situada a Buerweg 19. La casa és encara allà, tot i que després d'un incendi el seu sostre vegetal ha estat reemplaçat per un sostre de teules. Charley Toorop va morir en Bergen el 5 de novembre de 1955. Les seues obres són a diverses col·leccions públiques, especialment en el Kröller-Müller Museum a Otterlo.

## Exposicions (selecció)
- November 11, 2008 – April 5, 2009: "Werken op papier" - Charley Toorop (1891–1955) (prints), Museum Kranenburgh, Bergen, North Holland
- September 27, 2008 – February 1, 2009: the Museum Boijmans Van Beuningen in Rotterdam showed her work in the exhibition "Vooral geen principes!".
- September 4, 2004 – March 13, 2005: an exhibition of her work was held at the Groninger Museum in Groningen.

## Col·leccions públiques
- Museum Boijmans van Beuningen in Rotterdam
- Museum Kranenburgh in Bergen, North Holland

- Kröller-Müller Museum in Otterlo
- Stedelijk Museum Alkmaar in Alkmaar
- Groninger Museum in Groningen
- Museum de Fundatie, Zwolle, The Netherlands